# بلاذر إسفيني الأوراق
بلاذر إِسفيني الأوراق (الاسم العلمي: Anacardium cuneifolium) هو نوع من النباتات يتبع جنس البلاذر من فصيلة البلاذرية.